# Ереван (локомотивное депо)
Локомотивное депо Ереван — локомотивное депо Южно-Кавказской железной дороги, которая является 100 % дочкой ОАО «РЖД». Располагается около железнодорожной станции Ереван.
Депо открыто в 1908 году. До 1991 года являлось ТЧ-10 Закавказской железной дороги. В 2010 был осуществлен капитальный ремонт.
Основной язык, на котором ведется рабочее общение и документация на объекте — русский. В конце 1980-х на объекте было 56 локомотивов. В 2008 всего 11.